# 紫萍
紫萍（学名：Spirodela polyrhiza）又名水萍，为天南星科紫萍属下的一个种，过去曾被归类于浮萍属（Lemna）。

## 扩展阅读
[在维基数据编辑]
 《植物名實圖考·水萍》，出自吳其濬《植物名實圖考》
 維基物種上的相關：紫萍